# Qin Xiaoqing
Qin Xiaoqing (chiń. upr. 秦晓庆; chiń. trad. 秦曉慶; pinyin Qín Xiǎoqìng; ur. 10 października 1984) – chińska zapaśniczka startująca w kategorii do 72 kg w stylu wolnym, mistrzyni świata.
Największym jej sukcesem jest złoty medal mistrzostw świata w Herning (2009). Brązowa medalistka mistrzostw Azji w 2006. Pierwsza w Pucharze Świata w 2009; trzecia w 2010. Wygrała Światowe Igrzyska Sportów Walki w 2010 roku.